# Voita (Prebitz)
Voita (oberfränkisch: Faida) ist ein Gemeindeteil der Gemeinde Prebitz im Landkreis Bayreuth (Oberfranken, Bayern). Voita liegt in der Gemarkung Prebitz.

## Lage
Das Dorf liegt an einem namenlosen linken Zufluss der Creußen. Die Kreisstraße BT 19/NEW 5 führt nach Vorbach (2 km östlich) bzw. nach Bieberswöhr (1,3 km westlich). Gemeindeverbindungsstraßen führen nach Losau zur Kreisstraße BT 20 (1,4 km nördlich) und nach Höfen (0,7 km südlich).

## Geschichte
Der Ort wurde nach 1280 als „Veitein“ erstmals urkundlich erwähnt. Das Bestimmungswort ist der slawische Personenname Bojatín. Voita war ein vogtländisches Rittergut. In der Fraisch unterstand der Ort dem brandenburg-bayreuthischen Kasten- und Stadtvogteiamt Creußen. Von 1791/92 bis 1810 unterstand Voita dem preußische Justiz- und Kammeramt Pegnitz.
Mit dem Gemeindeedikt (frühes 19. Jahrhundert) wurde Voita dem Steuerdistrikt Losau und der Ruralgemeinde Prebitz zugewiesen.